# Parti de la patrie (Azerbaïdjan)
Pour les articles homonymes, voir Parti de la patrie.
Le Parti de la Patrie (en azéri : Ana Vətən Partiyası ; AVP) est un parti politique azerbaïdjanais créé en 1990.